# Szurpek porosły

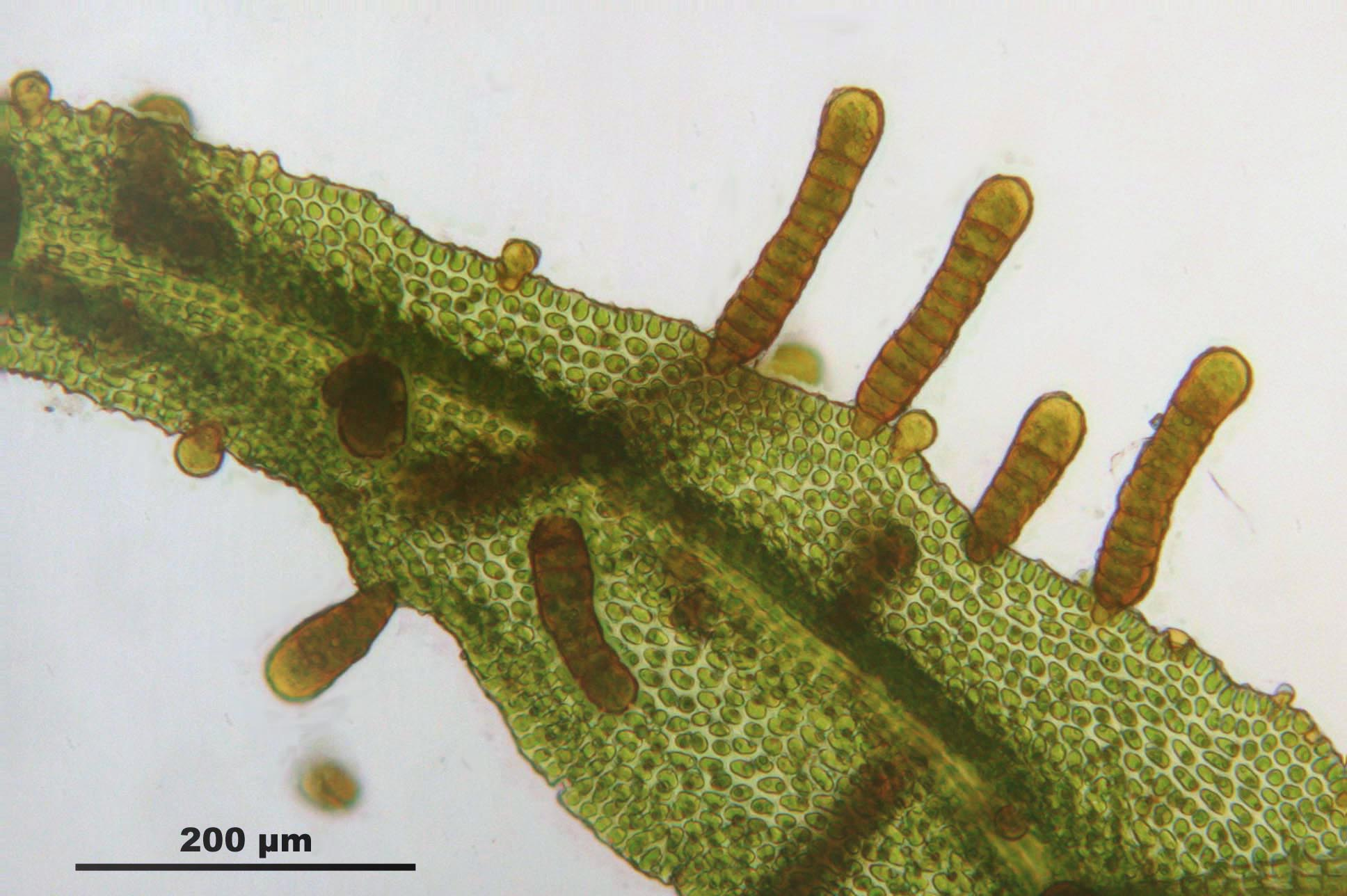
Liść z rozmnóżkami

Szurpek porosły (Orthotrichum lyellii (Hook.) Taylor) – gatunek mchu należący do rodziny szurpkowatych (Orthotrichaceae). Nazwa łacińska mchu pochodzi od nazwiska Charlesa Lyella.

## Rozmieszczenie geograficzne
Gatunek występuje w Europie środkowej i zachodniej, w Skandynawii, w Danii i na Kaukazie. Ponadto występuje w Algierii oraz w zachodniej części Ameryki Północnej. W Polsce gatunek znajdowany na całym niżu oraz w niższych położeniach górskich.

## Morfologia
PokrójMech plagiotropowy o zbitych żółtozielonych darniach (starsze darnie mają kolor brązowy).
Budowa gametofituŁodygi brązowe o długości 0,5-4 cm okryte są liśćmi o długości 2,5-3 mm. Liście mają kształt równowąskolancetowaty, są łódkowate i krótko zaostrzone na szczycie. Z brzegów i powierzchni liści wyrastają wielokomórkowe rozmnóżki o barwie zielonej (w młodości), później zmieniającej się w czerwonobrązową. Komórki blaszki liściowej o zgrubiałych błonach. W przekroju poprzecznym widoczne są brodawki o długości równej połowie szerokości komórki.
Budowa sporofituPuszka podłużnie jajowata o barwie bladożółtej. Perystom jest podwójny.

## Ekologia
Gatunek rośnie na pniach drzew leśnych (dąb, buk, jodła, świerk), rzadziej na głazach narzutowych.

## Zagrożenie i ochrona
Roślina objęta jest w Polsce częściową ochroną gatunkową na podstawie Rozporządzenia Ministra Środowiska z dnia 9 października 2014 w sprawie ochrony gatunkowej roślin. W latach 2004–2014 podlegała ochronie ścisłej.
Siedlisko szurpka porosłego w Polsce ujęte w systemie ochrony zagrożonych składników różnorodności biologicznej kontynentu europejskiego „Natura 2000” to Doliny Erozyje Wysoczyzny Elbląskiej.